# Leśniczówka (Zabrody)
Leśniczówka – część wsi Zabrody w Polsce położona w województwie świętokrzyskim, w powiecie włoszczowskim, w gminie Krasocin.
W latach 1975–1998 Leśniczówka administracyjnie należała do województwa kieleckiego.